# Retrato de la marquesa de Lazán
El retrato de la marquesa de Lazán es un óleo sobre tela de  1804 de Francisco de Goya, conservado en una colección particular. 

## Contexto
En los años 1790, Francisco de Goya era un pintor de moda, cuyos retratos eran muy solicitados, tanto por la aristocracia como por la alta burguesía madrileña. María Gabriela Palafox y Portocarrero (1779-1823), marquesa de Lazán por su matrimonio con su primo Luis de Rebolledo de Palafox y Melzi, IV marqués de Lazán, y hermana de María Tomasa Palafox y Portocarrero, XII marquesa de Villafranca y también de Eugenio Eulalio Palafox y Portocarrero XVII conde de Teba, es aquí representada por Goya, en el tiempo en que formaba parte junto con su esposo del círculo del Príncipe de Asturias.

## Análisis
Aparece a la edad de 25 años aproximadamente. Era una de las damas más bellas de la corte. Aparece de pie informalmente apoyada en una butaca, coqueta, distinguida, vestida a la moda, estilo imperio, por lo que el talle alto realza su pecho naturalmente generoso, punto todavía más acentuado por la luz que viene de la izquierda. El claroscuro así provocado pone en valor los volúmenes, la perspectiva, en un método que recuerda a Tiziano y Tintoretto. La preocupación de Goya era reflejar la personalidad de sus modelos, y transmitir al espectador una opinión, sin nunca dejarlo indiferente a la persona.
La factura es ligera, realizada con toques de color sumados a los detalles de las telas y superficies. Se trata de una influencia de Gainsborough, retratista inglés del siglo XVIII  muy apreciado por Goya.
Con este retrato, así como el Retrato de la Marquesa de Santa Cruz, el Retrato de la condesa de Chinchón y La familia de Carlos IV Goya alcanza la cumbre de su arte como retratista.